# Szárazvám vasútállomás
Szárazvám vasútállomás (németül: Bahnhof Müllendorf) egy burgenlandi vasútállomás, Szárazvám településen, melyet az ÖBB üzemeltet.

## Vasútvonalak
Az állomást az alábbi vasútvonalak érintik:
- Sopron–Ebenfurt-vasútvonal

## Kapcsolódó állomások
A vasútállomáshoz az alábbi állomások vannak a legközelebb:
- Lajtaújfalu vasútállomás
- Vulkapordány vasútállomás

## Forgalom
| Járat                               | Útvonal | Gyakoriság   |
| ----------------------------------- | --- | ------------ |
| személyvonat (Regionalexpress/REX6) | Wien Hauptbahnhof (Bécs) – Wien Meidling – Bahnhof Ebreichsdorf – Bahnhof Ebenfurth – Neufeld an der Leitha (Lajtaújfalu) – Müllendorf (Szárazvám) – Wulkaprodersdorf (Vulkapordány) – Drassburg (Darufalva) – Baumgarten-Schattendorf (Sopronkertes-Somfalva) – Sopron – Deutschkreutz (Sopronkeresztúr) | 1-4 óránként |